# Чичикало, Николай Васильевич
Николай Васильевич Чичикало (5 января 1921, Петриковка, Екатеринославская губерния — 12 апреля 1984, Бельцы) — капитан Советской армии, участник Великой Отечественной войны, Герой Советского Союза (1945).

## Биография
Родился 5 января 1921 года в селе Петриковка (ныне — посёлок городского типа в Днепропетровской области Украины). После окончания восьми классов школы проживал и работал в Днепропетровске. В мае 1940 года Чичикало был призван на службу в Рабоче-крестьянскую Красную армию. Окончил полковую школу. С начала Великой Отечественной войны — на её фронтах. В боях четыре раза был ранен.
К июлю 1944 года старший сержант Николай Чичикало командовал орудием 404-го отдельного истребительно-противотанкового артиллерийского дивизиона 391-й стрелковой дивизии 93-го стрелкового корпуса 3-й ударной армии 2-го Прибалтийского фронта. Участвовал в сражениях на территории Латвийской ССР. Расчёт Чичикало участвовал в отражении четырёх немецких контратак под городом Резекне. В ожесточённых боях в живых из всего расчёта остался лишь Чичикало, который, несмотря на полученное ранение, продолжал сражаться.
Указом Президиума Верховного Совета СССР от 29 июня 1945 года за «образцовое выполнение боевых заданий командования на фронте борьбы с немецкими захватчиками и проявленные при этом отвагу и геройство» старший сержант Николай Чичикало был удостоен высокого звания Героя Советского Союза с вручением ордена Ленина и медали «Золотая Звезда» за номером 7694.
После окончания войны Чичикало окончил Ивановское военно-политическое училище и в 1946 году был уволен в запас. В 1952—1966 годах вновь служил в Советской Армии, был уволен в запас в звании капитана. Проживал в Бельцах. После окончания Кишинёвского кооперативного техникума работал в торговле. Скончался 12 апреля 1984 года, похоронен в Бельцах.
Был также награждён орденами Славы 2-й и 3-й степеней, рядом медалей.